# Kenwood House
Kenwood House  est un ancien logis seigneurial situé à Hampstead, près de Londres, à la limite nord de Hampstead Heath.

## Histoire
Le bâtiment originel date du début du XVIIe siècle et portait le nom de Caen Wood House. La propriété a été acquise par la famille Muray, comte de Mansfield en 1754, et a été la propriété de cette famille jusqu'en 1914.
Une partie des décorations intérieures (dont notamment la bibliothèque) a été dessinée par Robert Adam entre 1764 et 1779.
La propriété a été acquise par Edward Guinness en 1924 puis donnée à la nation anglaise à son décès en 1927 avec une partie de sa propre collection d'art.
La résidence et son parc sont ouverts gratuitement au public depuis 1928. Ils sont gérés par l'English Heritage depuis 1986, et l'intérieur du bâtiment a été restauré en 2012.
La propriété dispose d'un parc paysager de 45 hectares dessiné par Humphry Repton, qui est inséré dans le parc Hampstead Heath ; on y trouve des sculptures de Henry Moore, Barbara Hepworth et Eugène Dodeigne.
Des scènes du film Coup de foudre à Notting Hill ont été tournées dans le parc.

"
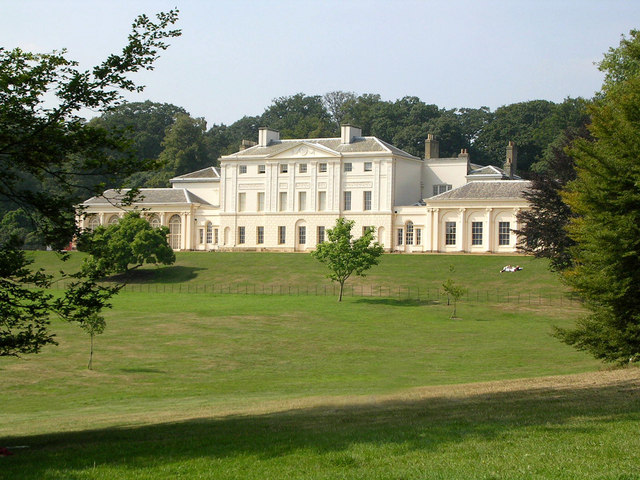
Façade sur le parc.
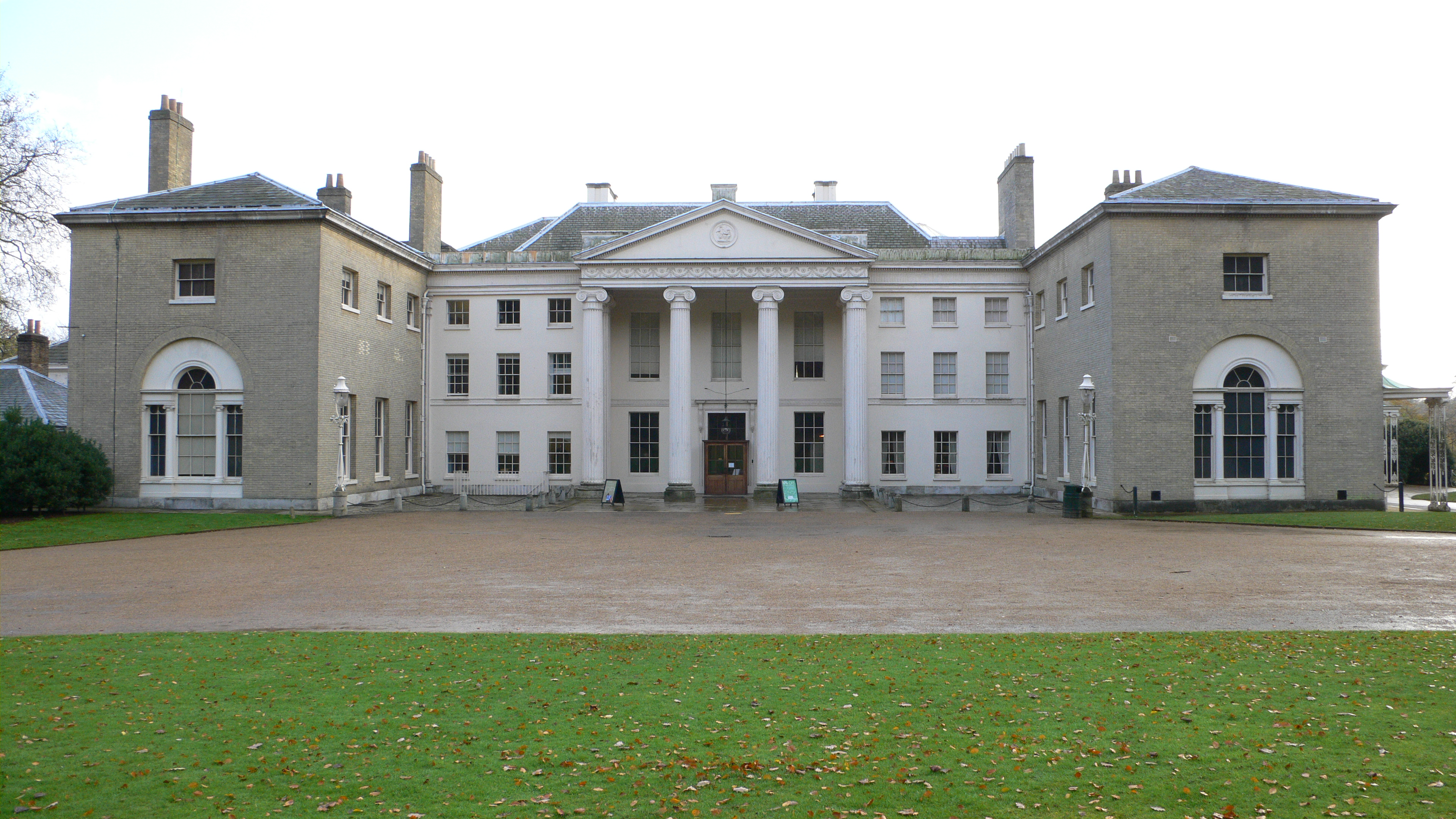
Façade.
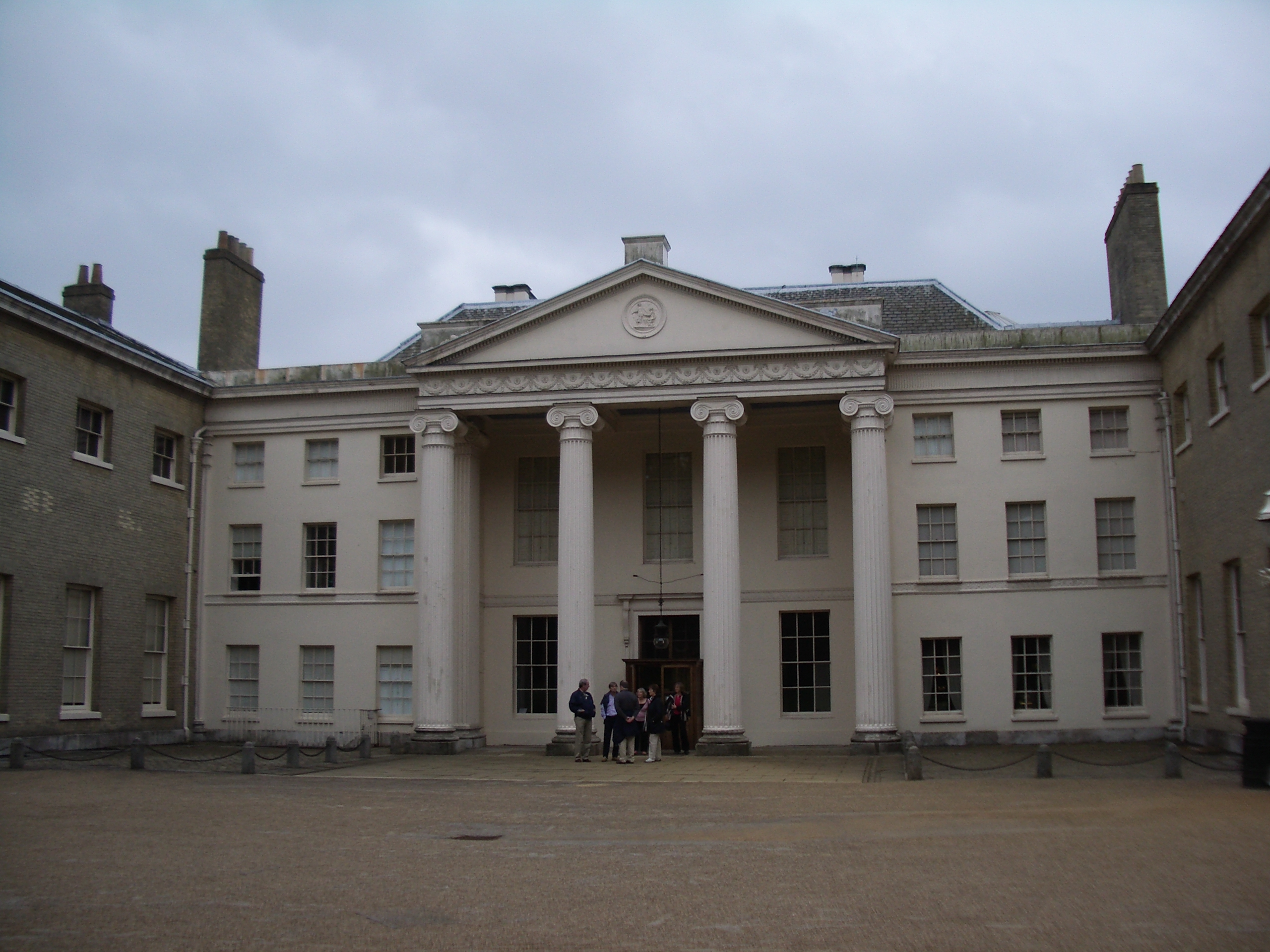
Entrée principale de Kenwood House colonnade de Robert Adam (façade sur cour).
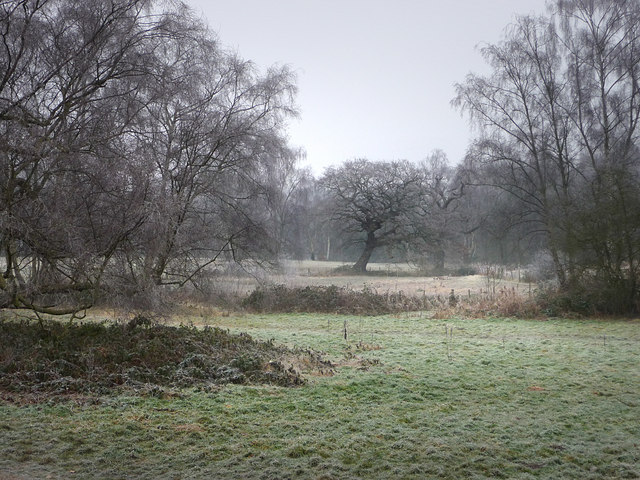
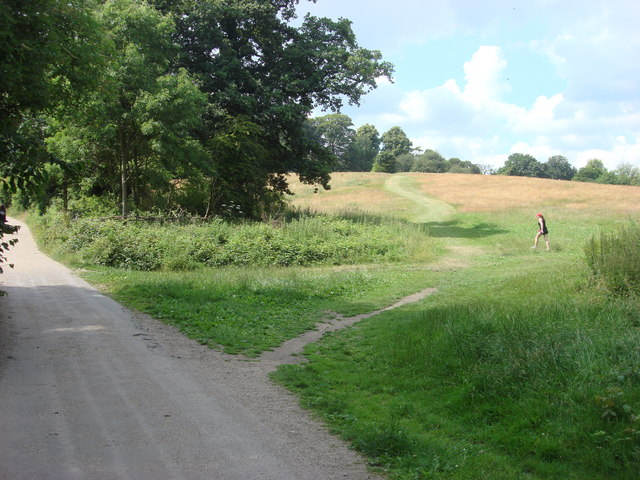
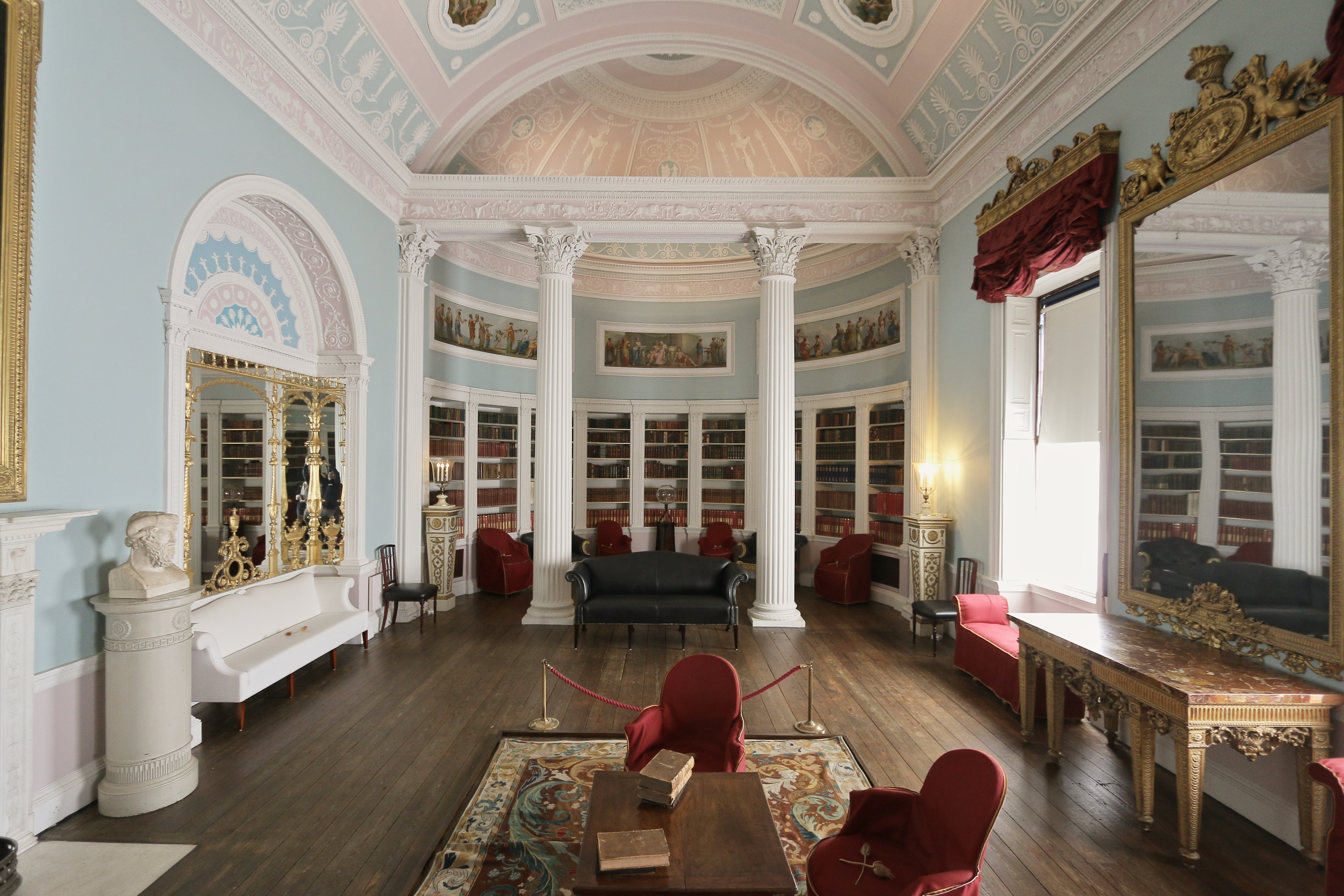
La bibliothèque.

## Peintures conservées à Kenwood House

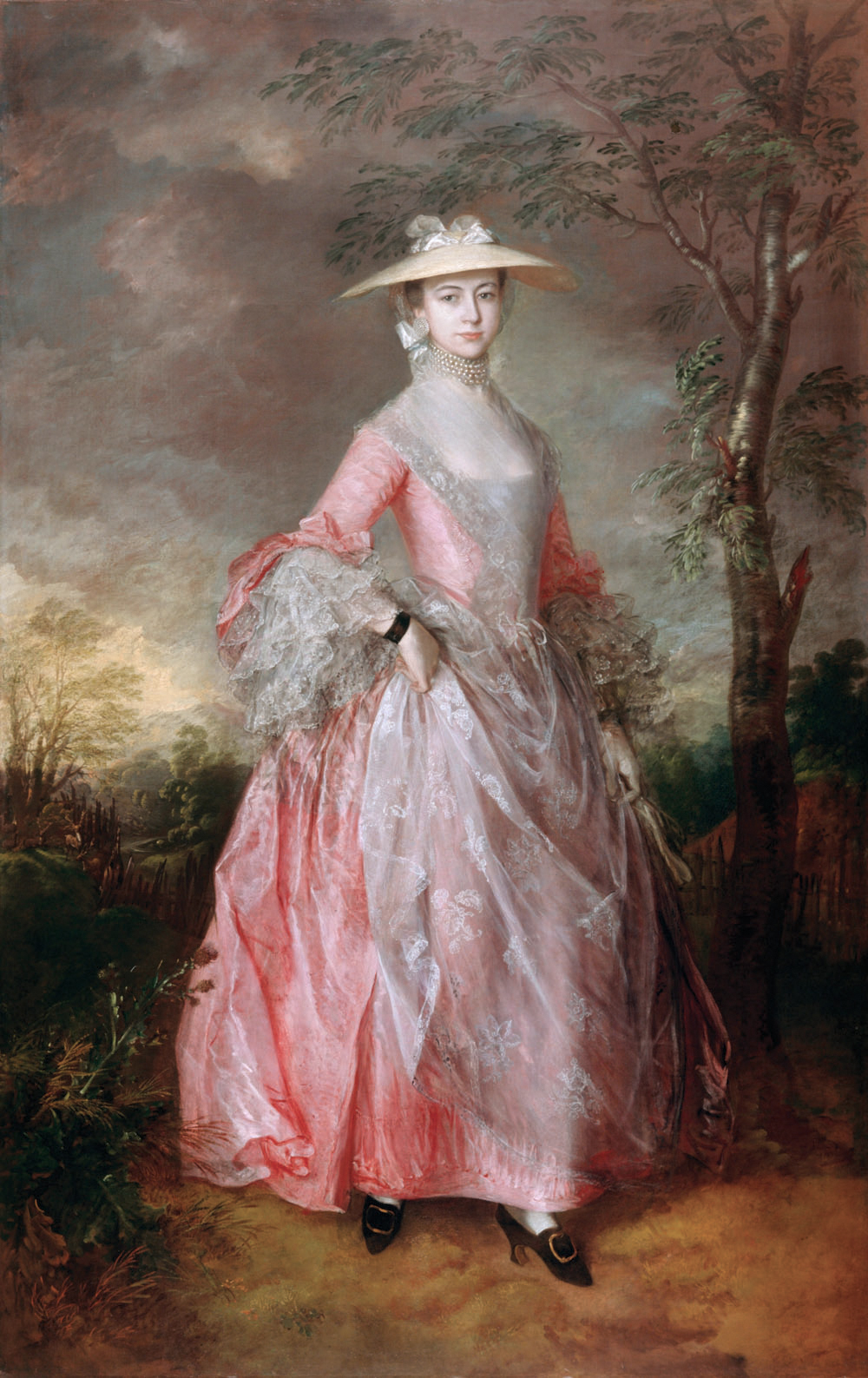
Mary, Comtesse de Howe, 1764
par Thomas Gainsborough.

- Portrait de James Stuart, duc de Lennox et Richmond, par Antoine van Dyck (1599-1641)[1].
- Autoportrait aux deux cercles, par Rembrandt.
- Une femme jouant de la guitare, par Johannes Vermeer.
- Portrait de la Comtesse Howe, par Thomas Gainsborough.

La collection d'art de la propriété contient également des œuvres de John Constable, Joshua Reynolds.